# Estadio de Maracaná
El Estadio Jornalista Mário Filho (tdl. ‘Periodista Mário Filho'), conocido popularmente como Maracaná (en portugués: Maracanã), es un recinto deportivo mundialista ubicado en la ciudad de Río de Janeiro, Brasil. Se sitúa en la avenida Presidente Castelo Branco, s/n Portão 2, en el barrio de Maracaná.
Es el estadio más grande de Brasil y fue el más grande del mundo durante mucho tiempo. Inició su construcción a principios de 1949 como parte de los esfuerzos locales por obtener la sede de la Copa Mundial de Fútbol, la cual obtuvo para la edición del año siguiente. Si bien ya había sido usado formalmente una semana antes, su inauguración oficial ocurrió el 24 de junio de 1950 durante la jornada de apertura de la Copa del Mundo Brasil 1950, con el partido entre Brasil y México, que concluyó con la victoria del conjunto local de 4-0, siendo el primer tanto del inmueble marcado por el brasileño Ademir Marques de Menezes. El recinto originalmente se llamó Estadio Municipal, pero en 1964 fue rebautizado con su nombre actual en honor al destacado periodista brasileño Mário Filho.
El estadio fungió como sede principal de la Copa del Mundo Brasil 1950, recibiendo ocho encuentros, incluido el partido definitivo de la fase final grupal que decidió el campeonato. En aquel juego, que marcaría la historia del inmueble al vinculársele directamente con él, usando el término Maracanazo, la selección de Uruguay sorprendió al vencer a la local Brasil con un marcador 2-1. Dicho partido también resaltó por ser el que registró mayor asistencia en la historia, con alrededor de 200 000 espectadores.
Sesenta y cuatro años después volvería a albergar la máxima cita futbolística siendo el escenario de siete partidos en la Copa del Mundo de Brasil 2014, incluyendo la final donde Alemania se convirtió en el primer equipo europeo en coronarse en un certamen organizado en América, venciendo 1-0 a Argentina.
Albergó la ceremonia de inauguración de los Juegos Olímpicos de Río de Janeiro de 2016 y los Torneos olímpicos de fútbol de ambas ramas. Resalta el hecho de ser el primer estadio principal de una justa olímpica veraniega que no recibió las pruebas atléticas; al carecer de pista, estas se movieron al Estadio Olímpico Nilton Santos.
Es el sexto de los estadios que albergaron los dos eventos deportivos más importantes del mundo, los Juegos Olímpicos y la Copa Mundial de Fútbol. En ambas ocasiones como escenario principal, en la ceremonia de inauguración de la justa veraniega y de la final del certamen futbolístico, un hito que comparte con seis inmuebles más.
Ha fungido como anfitrión de torneos continentales de clubes (Copa Libertadores, Copa Sudamericana, Copa Intercontinental, Recopa Sudamericana, Supercopa Sudamericana); el Campeonato Mundial de Clubes de la FIFA 2000; la ceremonia de inauguración y los torneos de fútbol de ambas ramas de los Juegos Panamericanos de 2007; la Copa América; la Copa FIFA Confederaciones 2013, las eliminatorias mundialistas; torneos locales (Taça Brasil, Torneo Roberto Gomes Pedrosa, Serie A, Copa de Brasil y el Campeonato Carioca); conciertos, eventos masivos de carácter político, religioso y social, entre otros.

## Historia

Juego de inauguración del Estadio del Maracaná, poco antes de la Copa del Mundo de 1950

Fue inaugurado el 24 de junio de 1950 y, originalmente, se lo denominó Estadio Municipal do Maracanã. En 1964 se le dio su nombre actual, Estadio Mário Filho, en honor al periodista fundador del Jornal dos Sports, un diario local. Pero para los locales su nombre fue y sigue siendo Maracanã, porque el nombre del barrio de Río de Janeiro en que se ubica, que proviene de un ave que habitaba el lugar, se llama, precisamente, ara Maracaná.
En este estadio se disputó el duelo definitivo de la ronda grupal final de la Copa del Mundo de 1950, entre las selecciones de Brasil y de Uruguay, encuentro que ostenta el récord de público en partidos oficiales: 199 854. El triunfo de Uruguay, por 2 goles a 1, pasó a la historia con el nombre de Maracanazo, y se considera el hito máximo de los campeonatos del mundo de fútbol.
En el clásico Fla-Flu del 15 de diciembre de 1963 se produjo el récord de asistencia de público en partidos de clubes, con 194 603 espectadores.
Por su césped pasaron grandes ídolos del mundo futbolístico: Ronaldo, Pelé, Rivelino, Garrincha, Martín Palermo, Ademir, Reinaldo Merlo, Héctor Chumpitaz, Teófilo Cubillas, Zico, Fernando Morena, Tostão, Pablo Aimar, Gérson, Jairzinho, Ariel Ortega, Obdulio Varela, Javier Saviola, Juan Alberto Schiaffino, Maradona, Eusébio, Lionel Messi, Gianni Rivera, Nelson Gutiérrez, Hugo Ibarra, Giovanni Trapattoni, Alberto Tarantini, Américo Gallego, Antonio Alzamendi, Juan Román Riquelme, entre muchos otros.
También realizaron recitales importantes figuras musicales como Queen, Paul McCartney, Cyndi Lauper, Madonna, Kiss, Megadeth, Aerosmith, Guns N' Roses, Frank Sinatra, Foo Fighters, The Police, U2 y la estrella del rock Tina Turner.
El 19 de julio de 1992, estando repleto el estadio en un juego de lo Campeonato Brasileño de 1992 entre Flamengo y Botafogo, se derrumbó parte de una de las gradas cayendo al vacío alrededor de medio centenar de aficionados. Murieron tres personas en el accidente. El estadio, que originalmente tenía cupo de 200 000 personas, fue reacondicionado para albergar a 130 000.
El 8 de octubre de 2006, el grupo mexicano RBD hizo un concierto de 2 horas, para más de 50 000 personas y grabaron el DVD Live in Río.
El 16 de diciembre de 2006, la artista bahiana Ivete Sangalo dio un concierto de 4 horas y media de duración, al que asistieron más de 60 000 personas y en el que se grabó un DVD. Fue la primera artista de la Axé Music en dar un concierto en el Maracanã.
En julio de 2007 el estadio fue palco para las ceremonias de apertura y clausura de los Juegos Panamericanos.
El 2 de julio de 2008 fue el escenario donde se jugó la segunda final de la Copa Libertadores, en la que el Fluminense cayó derrotado en la definición por tiros penales ante Liga Deportiva Universitaria de Quito (Ecuador), ante 87 000 personas.
El 11 de julio de 2009 el cantante brasileño Roberto Carlos dio un concierto en este recinto celebrando 50 años de trayectoria artística ante 70 000 personas, siendo este el concierto masivo más grande y ostentoso de toda su carrera después de innumerables apariciones en enormes auditorios mundiales (el estadio Pacaembú en São Paulo, entre otros).
El 2 de junio de 2013 se reinauguró el estadio después de 3 años en el partido que disputaron la selección inglesa y la selección brasileña. El partido terminó empatado a 2, con goles de Frederico Chaves, el primero. Empató Alex Oxlade-Chamberlain. Pasó al frente Inglaterra con un gol de Wayne Rooney y finalmente igualó Paulinho para los brasileños.
El 30 de junio de 2013 se celebró la final de la Copa Confederaciones de fútbol entre las selecciones de Brasil y España, la cual ganó Brasil 3-0 con goles de Fred (2) y Neymar.
El 13 de julio de 2014 se celebró la final de la Copa Mundial de fútbol entre Alemania y Argentina, la cual la ganó Alemania 1-0 a Argentina con un gol anotado por Mario Götze.
En 2016 fue el lugar donde se realizaron las ceremonias de apertura y clausura de Juegos Olímpicos de 2016.
El escenario fue sede de la final de la Copa América 2021, que Argentina consiguió derrotando al conjunto brasileño por 1-0. Es la segunda final que Brasil pierde en este escenario luego de aquella de 1950 ante Uruguay, que diera origen al popular término "Maracanazo". Es además la primera final de un torneo oficial en la que Brasil no logra anotar goles desde la de 1998, y la segunda final de Copa América en la que pierde sin convertir goles (la última fue en 1937). Con la derrota, Brasil se adjudicó la Copa Bolivia 2021 por ser el subcampeón, siendo este su primer título en dicha Copa.

## Arquitectura

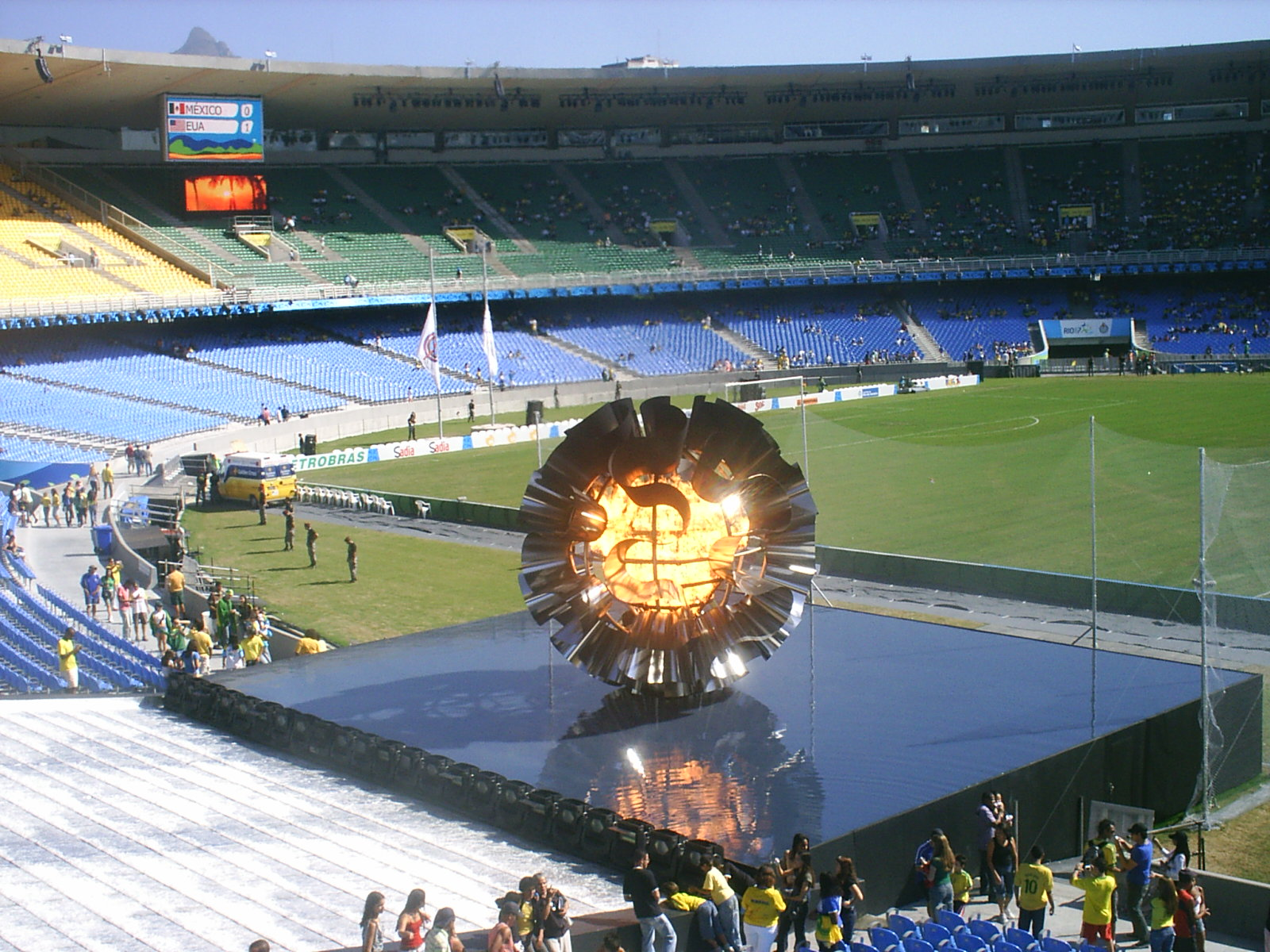
El Maracanã en los Juegos Panamericanos Río 2007

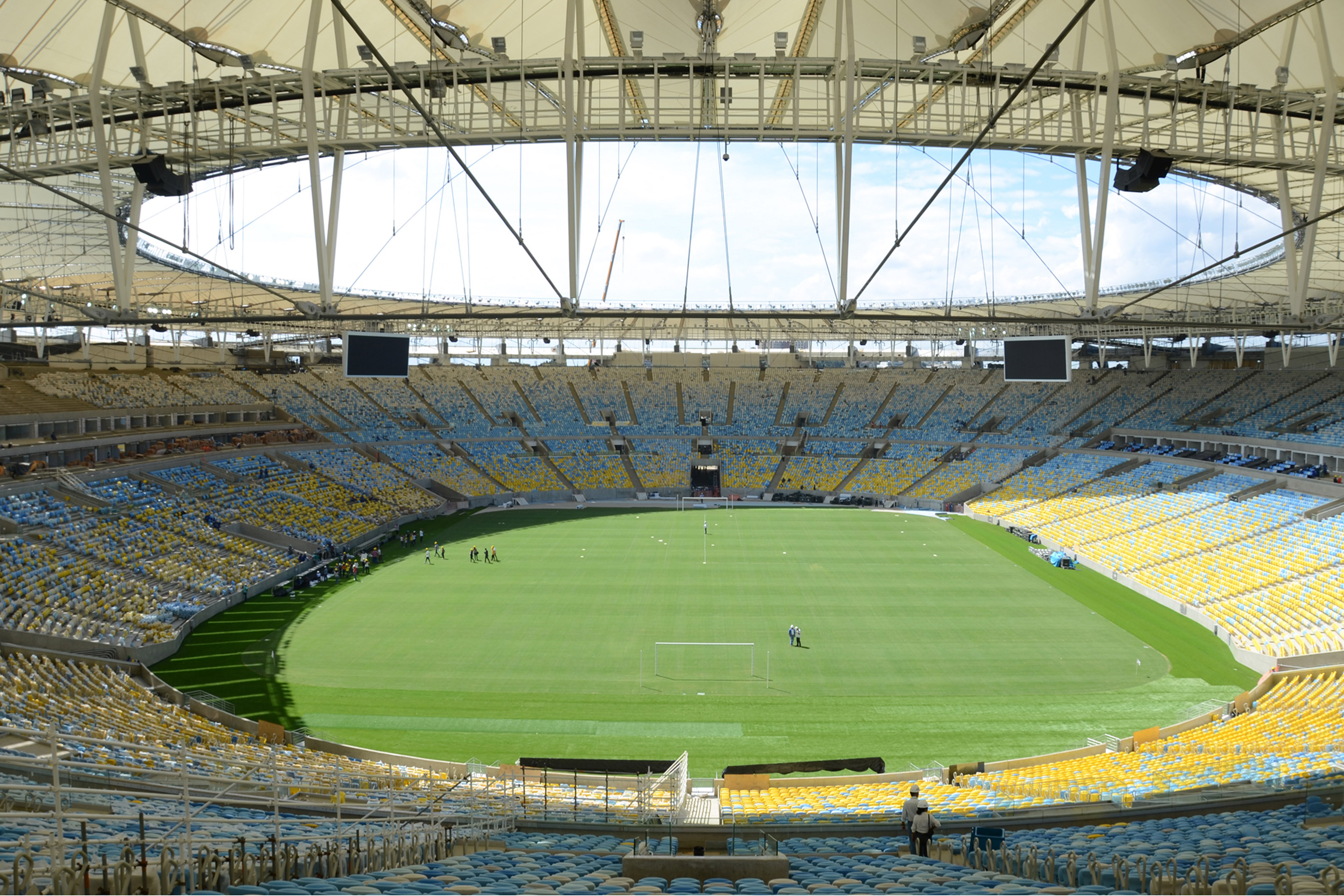
Interior del estadio en 2013

En 1999 sufrió el estadio reformas para albergar el primer Mundial de Clubes de la FIFA en enero de 2000, ganado por el Corinthians de São Paulo. En esa reforma su capacidad pasó de 140 000 a 103 022 personas.
Este mítico monumento del fútbol ha sufrido reformas para cumplir con las últimas normas de la FIFA para estadios mundialistas, ya que Brasil fue anfitrión del mayor evento del fútbol mundial en el año 2014. Con eso, su capacidad pasa a ser de 80 000 personas sentadas, ya que se puso asientos en el sector de entradas populares (la Geral) donde antes se podían apretar hasta 30 000 personas de pie.
El estadio tiene un perímetro de 800 metros, una altura máxima de 32 metros, y una elipse sin apoyos visibles en la parte interior con 300 metros de eje mayor y 260 metros en el menor. Estaba proyectado para albergar 155 000 personas. En las localidades populares cabían 30 000 espectadores de pie, en las tribunas 93 000, en el palco de autoridades 1500 y 30 000 en los asientos llamados vitalicios. Estos asientos estaban dispuestos en 25 filas alrededor del campo de juego se hallaban cubiertas por las tribunas. Detrás de estas filas se encontraban los sectores conectados por ascensores exclusivos, palcos para cinco personas cada uno y el palco oficial, un sector vip que fue el primero en el mundo ofrecido en un estadio. En estos funcionaban bares y restaurantes e instalaciones sanitarias, servicios que se repetían en el nivel superior. A una altura de 12 metros, siempre teniendo en cuenta el cero del campo de juego, existían alojamientos para 130 deportistas, con restaurantes, cocinas, una fábrica de helados y lugares de esparcimiento. Al otro lado se hallaban las instalaciones médicas, con 130 camas y zona de juegos para niños.
En el año 2000 se inauguró el Paseo de la Fama, en celebración de los 50 años del estadio, donde se destacan de personalidades del fútbol brasileño con las huellas de sus pies (o las manos en el caso de arqueros). En su creación se realizó una selección de 51 futbolistas brasileños, a los que se agregaron otros tantos los años posteriores, incluyendo seis extranjeros.

### Remodelación de 2014
Para recibir la Copa Mundial de Fútbol de 2014 el estadio sufrió una nueva modernización a un costo de 300 millones de dólares estadounidenses. El Maracaná conservó su fachada y color celeste original, pero su forma oval de cinco pisos ganó un techo, lo que le dio un aire de modernidad. Los trabajos de renovación siguieron las recomendaciones de la FIFA, pasando de 96 000 asientos, a 80 000 tras la reforma.
La comodidad es la marca registrada de la nueva Maracaná. La visibilidad y a la inclinación de las tribunas en relación con el campo es ahora más acentuada, están más cerca del terreno de juego, son anatómicas, retráctiles, articuladas, lo que genera más espacio para cada hincha.
El Maracaná está equipado también con una cocina industrial y restaurantes. Las gradas de la parte inferior fueron demolidas y modificadas para permitir una mejor visibilidad a los espectadores. El acceso cuenta con un nuevo túnel, nuevas rampas y dos escaleras mecánicas. Las zonas destinadas a los jugadores (especialmente los vestuarios), a la prensa, a los espectadores (asientos, baños, restaurantes) y el sector de tiendas tuvieron los cambios exigidos por la FIFA. El estacionamiento fue ampliado para pasar de 10 000 a 16 000 vehículos.

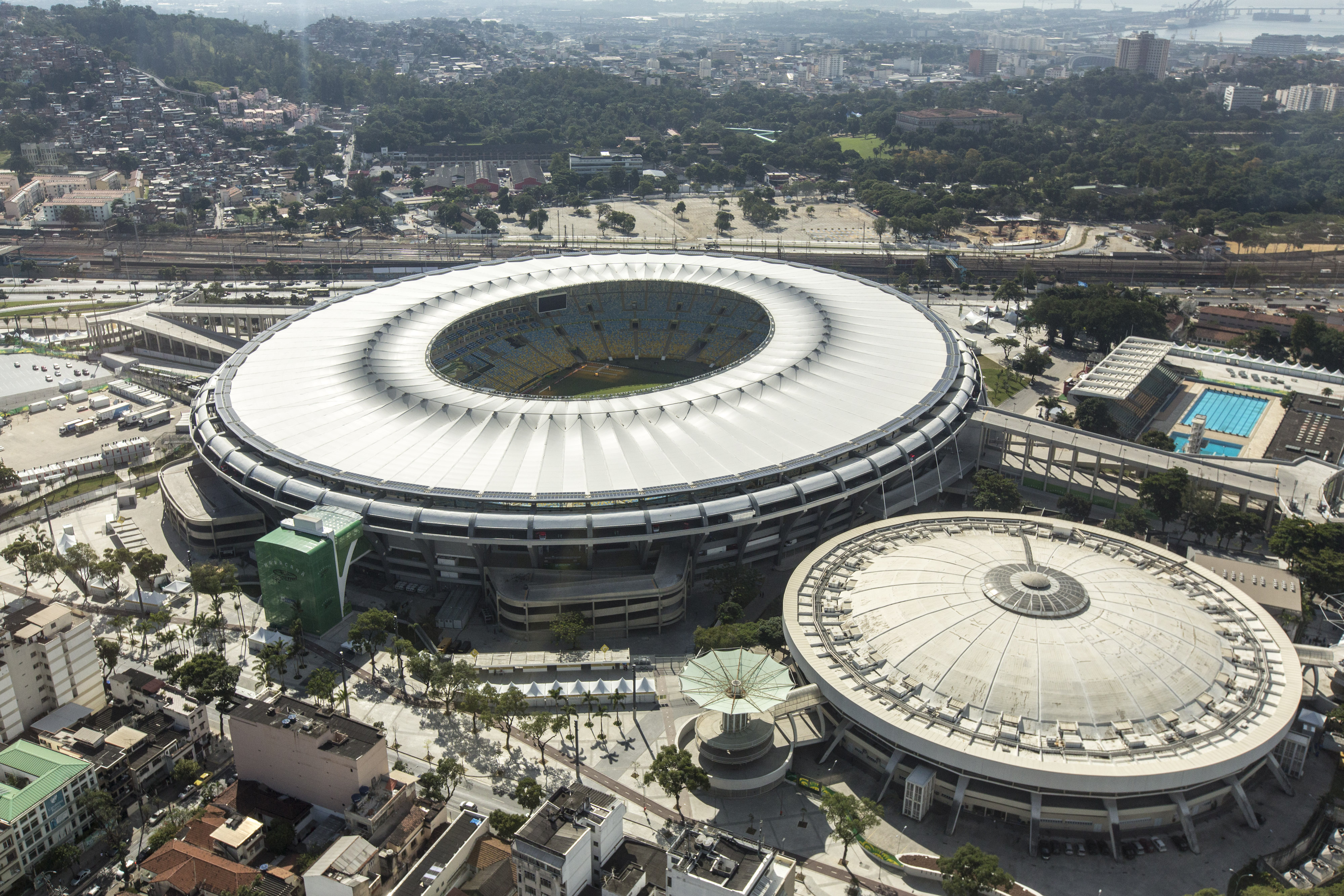
El estadio en vista

### Cubierta fotovoltaica
Tras la remodelación del estadio en 2012, Maracaná cuenta en su cubierta con una instalación formada por 1500 módulos solares. Los módulos producen 380 kilovatios de energía solar fotovoltaica, suficiente para abastecer completamente la demanda de electricidad en el estadio, evitando la emisión a la atmósfera de 331 toneladas de CO2 y vertiendo la energía sobrante a la ciudad. Otros estadios de la Copa Mundial de Fútbol de 2014 donde se han instalado paneles solares son el Estadio Mané Garrincha de Brasilia, el Itaipava Arena de Pernambuco y el Estadio Mineirão, en Belo Horizonte.

### Propuesta de cambio de nombre (2021)
La Asamblea Legislativa del estado de Río de Janeiro aprobó el 9 de marzo de 2021 un proyecto de ley que rebautizaba el estadio Maracaná con el nombre de Pelé, considerado por la afición del país como el mejor futbolista de todos los tiempos, mientras que el complejo deportivo anexo mantendría el nombre de Mario Filho. El proyecto generó una intensa polémica y el gobernador estatal, Claudio Castro, fue criticado por los familiares de Filho, por historiadores y por algunos sectores de la prensa. Ante el rechazo suscitado por la medida, el parlamento regional terminó descartando el proyecto de ley ese mismo año.

## Eventos más importantes

### Copa Mundial de Fútbol de 1950
El estadio Maracaná fue una de las 6 sedes de la Copa Mundial de Fútbol de 1950 llevada a cabo en Brasil, entre el 24 de junio y el 16 de julio de 1950 se caracterizó por ser el torneo después de la Segunda Guerra Mundial.
| Fecha               | Selección #1 | Resultado | Selección #2 | Ronda                 | Espectadores |
| ------------------- | ------------ | --------- | ------------ | --------------------- | ------------ |
| 24 de junio de 1950 | Brasil       | 4–0       | México       | Primera fase, Grupo 1 | 82 000       |
| 25 de junio de 1950 | Inglaterra   | 2–0       | Chile        | Primera fase, Grupo 2 | 30 000       |
| 29 de junio de 1950 | España       | 2–0       | Chile        | Primera fase, Grupo 2 | 16 000       |
| 1 de julio de 1950  | Brasil       | 2–0       | Yugoslavia   | Primera fase, Grupo 1 | 142 000      |
| 2 de julio de 1950  | España       | 1–0       | Inglaterra   | Primera fase, Grupo 2 | 74 000       |
| 9 de julio de 1950  | Brasil       | 7–1       | Suecia       | Fase final            | 139 000      |
| 13 de julio de 1950 | Brasil       | 6–1       | España       | Fase final            | 153 000      |
| 16 de julio de 1950 | Brasil       | 1–2       | Uruguay      | Fase final            | 199 854      |

### Copa de las Naciones 1964
El estadio Maracaná fue una de las 2 sedes de la Copa de las naciones 1964 llevada a cabo en Brasil, entre el 30 de mayo y el 7 de junio de 1964.
| Fecha              | Selección #1 | Resultado | Selección #2 | Ronda         | Espectadores |
| ------------------ | ------------ | --------- | ------------ | ------------- | ------------ |
| 30 de mayo de 1964 | Brasil       | 5–1       | Inglaterra   | Primera fecha | 77 000       |
| 31 de mayo de 1964 | Argentina    | 2–0       | Portugal     | Primera fecha | 40 000       |
| 6 de junio de 1964 | Argentina    | 1–0       | Inglaterra   | Tercera fecha | 15 000       |
| 7 de junio de 1964 | Brasil       | 4-1       | Portugal     | Tercera fecha | 60 000       |

### Copa América 1989
Albergó los seis partidos de la fase final de la Copa América 1989.
| Fecha               | Selección #1 | Resultado | Selección #2 | Ronda      | Espectadores |
| ------------------- | ------------ | --------- | ------------ | ---------- | ------------ |
| 12 de julio de 1989 | Uruguay      | 3–0       | Paraguay     | Fase final | 60 000       |
| 12 de julio de 1989 | Brasil       | 2–0       | Argentina    | Fase final | 110 135      |
| 14 de julio de 1989 | Uruguay      | 2–0       | Argentina    | Fase final | 45 000       |
| 14 de julio de 1989 | Brasil       | 3–0       | Paraguay     | Fase final | 64 909       |
| 16 de julio de 1989 | Argentina    | 0–0       | Paraguay     | Fase final | 90 000       |
| 16 de julio de 1989 | Brasil       | 1–0       | Uruguay      | Fase final | 148 068      |

### Copa FIFA Confederaciones 2013
El estadio fue una de las 6 sedes elegidas para la Copa FIFA Confederaciones 2013.
| Fecha               | Selección #1 | Resultado | Selección #2 | Ronda                 | Espectadores |
| ------------------- | ------------ | --------- | ------------ | --------------------- | ------------ |
| 16 de junio de 2013 | México       | 1–2       | Italia       | Primera fase, Grupo A | 73 123       |
| 20 de junio de 2013 | España       | 10–0      | Tahití       | Primera fase, Grupo B | 71 806       |
| 30 de junio de 2013 | Brasil       | 3–0       | España       | Final                 | 73 531       |

### Copa Mundial de Fútbol de 2014
El estadio fue una de las 12 sedes escogidas para la Copa Mundial de Fútbol de 2014, siendo sede de la final.
| Fecha               | Selección #1 | Resultado | Selección #2         | Ronda                 | Espectadores |
| ------------------- | ------------ | --------- | -------------------- | --------------------- | ------------ |
| 15 de junio de 2014 | Argentina    | 2–1       | Bosnia y Herzegovina | Primera fase, Grupo F | 74 393       |
| 18 de junio de 2014 | España       | 0–2       | Chile                | Primera fase, Grupo B | 74 101       |
| 22 de junio de 2014 | Bélgica      | 1–0       | Rusia                | Primera fase, Grupo H | 73 819       |
| 25 de junio de 2014 | Ecuador      | 0–0       | Francia              | Primera fase, Grupo E | 73 750       |
| 28 de junio de 2014 | Colombia     | 2–0       | Uruguay              | Octavos de final      | 73 804       |
| 4 de julio de 2014  | Francia      | 0–1       | Alemania             | Cuartos de final      | 73 965       |
| 13 de julio de 2014 | Alemania     | 1–0       | Argentina            | Final                 | 74 738       |

#### Clausura del mundial

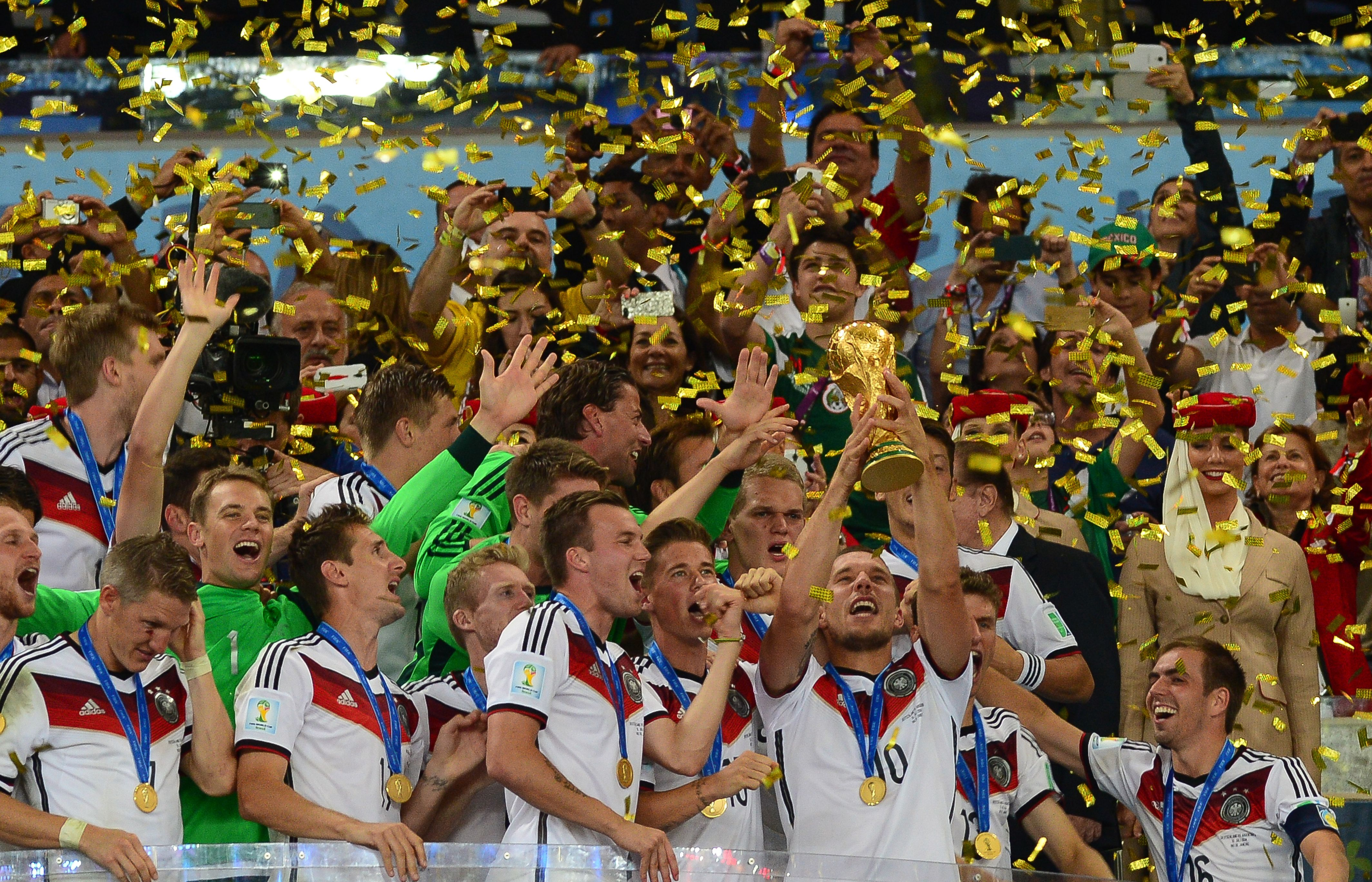
Celebración de Alemania de la Copa Mundial

El 13 de julio en el Maracaná, previo al partido final entre Alemania y Argentina se llevó a cabo la ceremonia de clausura. Empezó con un grupo de mujeres vestidas de amarillo bailando al ritmo de samba y dos jóvenes vestidos de los finalistas entraron en contacto con el balón.
Shakira de Colombia se presentó con su canción «La la la» junto a Carlinhos Brown de Brasil. Le siguieron Carlos Santana, el rapero Wyclef y Alexandre Pires para cantar «Dar um Jeito (We Will Find a Way)».
La ceremonia la finalizó la compositora y cantante Ivete Sangalo, quien también estuvo presente en la apertura. Sangalo, junto a la mascota Fuleco, se encargó de llevar a cabo un popurrí de canciones típicas de su país, dando cierre a la ceremonia.
La presentación de la entrega de la XX Copa Mundial estuvo a cargo de Carles Puyol y Gisele Bündchen.

### Copa América 2019
El estadio albergó 5 partidos de la Copa América 2019, incluido la final del torneo.
| Fecha               | Selección #1 | Resultado | Selección #2 | Ronda                 | Espectadores |
| ------------------- | ------------ | --------- | ------------ | --------------------- | ------------ |
| 16 de junio de 2019 | Paraguay     | 2–2       | Catar        | Primera fase, Grupo B | 19 196       |
| 18 de junio de 2019 | Bolivia      | 1–3       | Perú         | Primera fase, Grupo A | 26 346       |
| 24 de junio de 2019 | Chile        | 0–1       | Uruguay      | Primera fase, Grupo C | 57 442       |
| 28 de junio de 2019 | Venezuela    | 0–2       | Argentina    | Cuartos de final      | 50 094       |
| 7 de julio de 2019  | Brasil       | 3–1       | Perú         | Final                 | 69 906       |

### Copa América 2021
El estadio albergó solo la final de la Copa América 2021.
| Fecha               | Selección #1 | Resultado | Selección #2 | Ronda | Espectadores |
| ------------------- | ------------ | --------- | ------------ | ----- | ------------ |
| 10 de julio de 2021 | Argentina    | 1–0       | Brasil       | Final | 5500         |

## Reconocimientos

### Estadios mundialistas
El estadio encabeza la lista de los diez escenarios vigentes de América del Sur con más partidos recibidos de la Copa del Mundo.
| N.º | Estadio                  | Ubicación                | Ediciones  | Partidos mundialistas | Propietario                             |
| --- | ------------------------ | ------------------------ | ---------- | --------------------- | --------------------------------------- |
| 1°  | Maracaná                 | Río de Janeiro, Brasil   | 1950, 2014 | 15                    | Estado de Río de Janeiro                |
| 2°  | Centenario               | Montevideo, Uruguay      | 1930       | 10                    | Intendencia de Montevideo               |
| 2°  | Julio Martínez Prádanos  | Santiago de Chile, Chile | 1962       | 10                    | Instituto Nacional de Deportes de Chile |
| 4°  | Antonio Vespucio Liberti | Buenos Aires, Argentina  | 1978       | 9                     | Club Atlético River Plate               |
| 5°  | Sausalito                | Viña del Mar, Chile      | 1962       | 8                     | Ilustre Municipalidad de Viña del Mar   |
| 5°  | Mario Alberto Kempes     | Córdoba, Argentina       | 1978       | 8                     | Provincia de Córdoba                    |
| 7°  | Estadio Carlos Dittborn  | Arica, Chile             | 1962       | 7                     | Club Deportivo San Marcos de Arica      |
| 7°  | El Teniente              | Rancagua, Chile          | 1962       | 7                     | Codelco                                 |
| 7°  | Mané Garrincha           | Brasilia, Brasil         | 2014       | 7                     | Distrito Federal                        |
| 10° | Gran Parque Central      | Montevideo, Uruguay      | 1930       | 6                     | Club Nacional de Football               |

### Estadios de la Copa América
Además ocupa un lugar entre los diez escenarios vigentes de América del Sur con más partidos organizados por la Copa América
| N.º | Estadio                  | Ciudad                   | Ediciones                                                   | Partidos realizados |
| --- | ------------------------ | ------------------------ | ----------------------------------------------------------- | ------------------- |
| 1°  | Julio Martínez Prádanos  | Santiago de Chile, Chile | Copa América 1941, 1945, 1955, 1975, 1979, 1983, 1991, 2015 | 74                  |
| 2°  | Centenario               | Montevideo, Uruguay      | Copa América 1942, 1956, 1967, 1975, 1979, 1983, 1995       | 65                  |
| 3°  | Nacional                 | Lima, Perú               | Copa América 1953, 1957, 1975, 1979, 1983, 2004             | 55                  |
| 4°  | Antonio Vespucio Liberti | Buenos Aires, Argentina  | Copa América 1946, 1959, 1979, 1983, 1987, 2011             | 35                  |
| 5°  | George Capwell           | Guayaquil, Ecuador       | Copa América 1947, 1993                                     | 30                  |
| 6°  | Hernando Siles           | La Paz, Bolivia          | Copa América 1963, 1979, 1983, 1997                         | 21                  |
| 7°  | Das Laranjeiras          | Río de Janeiro, Brasil   | Copa América 1919, 1922                                     | 18                  |
| 8°  | Félix Capriles           | Cochabamba, Bolivia      | Copa América 1963, 1997                                     | 17                  |
| 9°  | Defensores del Chaco     | Asunción, Paraguay       | Copa América 1975, 1979, 1983, 1999                         | 16                  |
| 10° | Maracaná                 | Río de Janeiro, Brasil   | Copa América 1979, 1983, 1989, 2019, 2021                   | 15                  |